# Otokar
Otokar Otomotiv ve Savunma Sanayi A.Ş., позната и само като Otokar, е дъщерна компания на турската финансово-промишлена група Koç Holding, специализирана в производството на автобуси и военна техника. Производствените ѝ мощности са разположени във вилаета Сакария.

Фирмата произвежда градски и междуградски автобуси от най-малък, малък и среден клас, както и леки бронирани коли.

## Продукция
- M-2000 – градски микроавтобус с дължина 5,6 m, за 14 седящи пътника.
- Серия Navigo, която има 5 варианта, като в зависимост от изпълнението може да съществуват градски, междуградски и аеродрумни модификации.
  - Navigo 125 L – градски автобус с дължина 6,3 m, с 25 седящи места.
  - Navigo 145 S – междуградски автобус с дължина 7,1 m, с 27 седящи места.
  - Navigo 165 S – междуградски автобус с дължина 7,1 m, с 27 седящи места, с двигател Deutz (143 hp)
- Otokar Cobra – колесен брониран автомобил, разработен с използване на много компоненти от американската бронирана кола HMMWV.